# Thecla neora
Thecla neora är en fjärilsart som beskrevs av William Chapman Hewitson 1869. Thecla neora ingår i släktet Thecla och familjen juvelvingar. Inga underarter finns listade i Catalogue of Life.